# Smetení pobřežního expresu tsunami

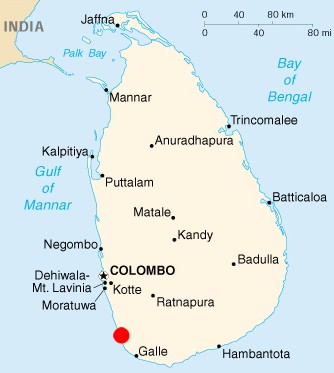
Místo nehody

Smetení Expresu č. 50 podmořským zemětřesením vyvolanými tsunami, k němuž došlo 26. prosince 2004 na jihozápadním pobřeží Srí Lanky, představuje největší železniční neštěstí v historii. Počet mrtvých přesáhl sedmnáct set lidí.

## Před neštěstím
Expres č. 50, zvaný Královna moře, který spojoval po pobřežní železnici Colombo s Matarou a byl v důsledku souběhu křesťanských a buddhistických svátků přeplněný, převážel asi patnáct set platících cestujících, celkový počet lidí ve vlaku však musel být ještě vyšší.
Vlaku se nedostalo žádného varování - rizika znalí dispečeři ze stanice Maradana v Colombu se jej sice krátce před tím pokoušeli zastavit v Ambalangodě, ale nepodařilo se jim do stanice dovolat, protože se v tu chvíli všechen staniční personál věnoval expresu a telefon tak byl zvednut až po odjezdu vlaku (u dalších osmi vlaků jedoucích po pobřeží byli dispečeři úspěšní).

## Neštěstí
První tsunami potkal expresní vlak poblíž vesnice Peraliya (distrikt Galle) před desátou hodinou dopolední. Vlak obklopený vodou na železničním náspu zastavil. Nemalý počet místních obyvatel toho využil a vylezl na střechu vlaku v naději, že tam bude bezpečno. Další lidé se ukryli za vlakem, protože věřili, že je ochrání před největším náporem vody. Zpočátku to vypadalo jako dobrý nápad, neboť vlak první nápor ustál. Počet lidí ve vlaku, na vlaku a za ním v tu chvíli i s místními přesahoval dva tisíce.
Asi o deset minut později dorazila druhá tsunami, která byla ještě výrazně větší a silnější než ta první (podle zanechaných stop sahala dva až tři metry nad střechy vozů), a vlak z náspu smetla. V jediném okamžiku zemřela drtivá většina z těch, co se za ním skryli, neboť byli rozdrceni či zavaleni vozy. Ti, kteří byli na střeše, byli odneseni běsnící vodou. Ti, kteří zůstali uvnitř vlaku, byli pomlácení a začali se topit, neboť voda vnikla do vagónů. Některé byly tak přeplněné lidmi, že kvůli tomu nebylo možné dostat se ven, takže se téměř všichni uvnitř utopili. Na lokomotivě, kterou voda odnesla do asi sto metrů vzdálené bažiny, se utopili strojvůdce i jeho pomocník. Desítky dalších lidí bezprostřední střetnutí s živlem sice přežily, ale v důsledku rozličných zranění zemřely dříve, než se k nim dostala záchrana.
Z cestujících ve vlaku přežilo jen asi 150 lidí, odhady celkového počtu mrtvých spojených s vlakem mluví o více než 1700 obětech, některé dokonce až o dvou a půl tisících mrtvých. Většina vozů byla nenávratně zničena, opraveny byly pouze dva a lokomotiva (č. 591 Manitoba), všechny tři vozy se od roku 2008 každoročně účastní pietní vzpomínky na neštěstí.